# Komaričskij rajon
Il Komaričskij rajon (in russo Комаричский район?) è un rajon dell'Oblast' di Brjansk, nella Russia europea; il capoluogo è Komariči. Istituito nel 1929, ricopre una superficie di 990 chilometri quadrati e nel 2010 ospitava una popolazione di 18.438 abitanti.